# Любецька ікона Пресвятої Богородиці
Любецька ікона Божої Матері — православна ікона Богородиці, яка відноситься до іконографічного типу Одигітрія. Точне місцезнаходження оригіналу ікони невідоме, оскільки вона була втрачена під час гонінь на Церкву у 1930-х роках. Шановані списки цієї ікони зберігаються у Спасо-Преображенському храмі Любеча, Уманському Свято-Миколаївському соборі та у Свято-Миколаївському храмі с. Озеряни (Бобровецький район, Чернігівська область), що належать УПЦ МП.
Святкування на честь ікони звершується 7 травня (20 травня за новим стилем).

## Походження
Свою назву ікона отримала від містечка Любеч поблизу Чернігова. Існує передання, яке датує явлення ікони ХІ століттям. Свідком явлення святині став торговець м'ясом, який проживав у Любечі. Він мав дружину та двох дітей. Старший син, наслідуючи батька в його роботі, взяв у руки ніж і став гратися з ним, унаслідок чого ненавмисно завдав смертельну рану молодшому братові. Від страху перед тим, що сталося дитина сховалася від покарання в грубку. Мати не знаючи цього, затопила грубку, і юнак став горіти. Тим часом в хату повернувся господар. Побачивши, що відбувається, він у нестямі від горя накинувся на дружину і завдав їй смертельного удару. У розпачі він сів у човен і поплив течією Дніпра. Заснувши, чоловік побачив уві сні ікону, через яку Божа Матір звернулася до нього: «Візьми мене, і все у тебе буде добре». А як прокинувся, то побачив цю ікону біля себе у човні, повернувся з нею додому і застав своїх домочадців живими  і неушкодженими.
Є також інша версія походження ікони, відповідно до якої чудотворний Любецький образ писався для іконостасу місцевого храму. Така версія ґрунтується на особливостях іконографічного стилю даного образу, його великих розмірах (142/107 см.) та наявності парної ікони Спасителя, яка подібна до Любецької ікони Пресвятої Богородиці по розмірах та живопису. Ця версія походження Любецького образу відносить його появу до періоду між 1569 р. та 40-вими рр. XVII ст.

## Історичні відомості
Першим храмом, у якому перебувала ікона була дерев'яна церква, освячена на честь Пресвятої Богородиці, котра до 1693 р. стояла на місці Любецького Антонієвого монастиря.

Через загрозу нападу поляків на Любеч за благословенням митрополита Київського Сильвестра Косова ікону перевезли до Києво-Софійського собору. Відбулося це у 1647 р. (раніше загальноприйнятою датою вважали 1653 р., однак Н. Сінкевич унаслідок досліджень в Інституті рукописів НУБВ довів, що правильною датою є саме 1647 р.). Збереглася письмова згадка, яка розповідає про подію перенесення святині до Києва, -  напис, виконаний на кіоті ікони у XVIII ст.: 
«Изображение чудотворной иконы Пресвятой Богородицы Любецкой, юже блаженной памяти Сильвестр Коссов, митрополит Киевский з странъ заднепровских с надлежащею честию, в богоспасаемый град Киев привезе и поставил ю в кафедральной Софийской церкви, и стояше при стене олтарной, благоговейно почитаема бяше».
В задумі митрополита Сильвестра Любецька ікона мала стати головною богородичною святинею Софійського храму. Ікону було поміщено до місцевого ряду головного іконостасу, спорудженого за часів митрополита Петра Могили. Ікона простояла там до 1713 р.
У 1713 р. Любецьку ікону було вийнято з головного іконостасу й поставлено коло лівого стовпа біля входу в собор. У 1805 р. власник м. Любеча генеральний суддя, Таврійський цивільний губернатор граф Григорій Петрович Милорадович подав прохання до Святішого Синоду про повернення чудотворної ікони Богородиці до Любеча. Однак у поверненні ікони до Любеча було відмовлено.
У самому ж Любечі, в Антонієвому монастирі перебували 2 списки чудотворної ікони, ймовірно написані ігуменом цієї обителі Інокентієм (Щирським). Перша — збереглася до теперішнього часу, вона являє собою складену алегоричну композицію на тему Любецької ікони, друга — копія самого чудотворного образу. Очевидно, першу з них помістили в 1698 року у монастирському храмі Воскресіння Христового, який в той час ще будувався. У 1701 р., коли будівництво храму завершили, в Любеч з Києва привезли 2-гу ікону — точний список оригіналу образу.
У 1869 році, 20 квітня, в перший день Великодня було зафіксоване чудо від чудотворного образу у Софії Київській. Купець Микола Іванович Голованов, будучи тяжко хворим, мав видіння, в якому старець запропонував йому відслужити молебень біля Любецької ікони. Після богослужіння Миколай одужав. Це не єдине чудо, пов'язане із Любецьким образом, раніше ряд чудес описував святитель Димитрій Ростовський.
Любецька ікона, як і інші святині Софії Київської, була втрачена в 1930-х рр. Місцезнаходження оригіналу чудотворного образу невідоме.

## Іконографія
У XVII ст. за польського панування на території України поширилися численні списки Ченстохівської ікони Божої Матері, які отримували свою назву по місцю їхнього прославлення. В число таких ікон ймовірно входить і Любецький образ.
Всі списки Ченстохівської ікони Божої Матері, які в XVII-XIX ст. поширилися по Україні, мають загальні іконографічні ознаки. На Любецькій іконі Богородиця зображена фронтально, по пояс, з Богомладенцем, Який сидить на Її лівій руці. Голова Божої Матері незначно повернута вправо, права рука піднята до рівня грудей. Мафорій прописаний уздовж лику важкими великими складками. Богонемовля сидить прямо, Його поза виглядає дещо скутою. Права ручка піднята в двуперсному благословенні, в лівій — книга; з-під ризи видно пальчики ніг Ісуса. На головах Богоматері і Христа пишні корони закритого типу. На грудях Богоматері широке намисто з декількох рядів ланцюгів, обрамлених з двох сторін перлами, — ці дорогоцінні прикраси на Ченстохівській іконі, традиційно відтворені на її численних списках.

## Списки
Інший список чудотворного Любецького образу Божої Матері знаходиться в Уманському Свято-Миколаївському соборі. Цей список передали місцевій громаді також при поверненні храму в 1989 році. У 1999—2001 роках час від часу цей образ мироточив. Багато парафіян собору свідчать про отримання зцілення після молитви біля ікони.
Ще один шанований список знаходиться нині в селі Озеряни Ніжинської єпархії. Саме цей образ був у числі чудотворних ікон, які несли у Хресному ході від Володимирської гірки до Києво-Печерської Лаври 27 липня 2021 р., з нагоди святкування 1033-ліття Хрещення Русі. Після завершення Хресного ходу Озерянський список Любецької ікони разом з іншими чудотворними святинями був доступний для поклоніння у Києво-Печерській Лаврі (в храмі преподобних Антонія і Феодосія Печерських) протягом усієї ночі 27 липня до початку урочистої Божественної літургії 28 липня. 29 липня цю ікону повернули на її постійне місце перебування.